# ريتشارد أوستين
ريتشارد أوستين (بالإنجليزية: Richard Austin)‏ هو لاعب كرة قدم جامايكي، ولد في 5 سبتمبر 1954 في كينغستون في جامايكا، وتوفي في 7 فبراير 2015. شارك مع منتخب الهند الغربية للكريكت.

## روابط خارجية
- ريتشارد أوستين على موقع إي آس بي آن كريك إنفو (الإنجليزية)